# Francesco Rodrigo Moncada
Francesco Rodrigo Moncada Ventimiglia, principe di Paternò (Palermo, 5 febbraio 1696 – Palermo, 17 dicembre 1763), è stato un nobile italiano.

## Biografia
Nacque a Palermo il 5 febbraio 1696 da Luigi Guglielmo, duca di San Giovanni, e dalla prima consorte Giovanna Ventimiglia Pignatelli dei principi di Castelbuono e marchesi di Geraci, di cui era ultimo di tre figli.
Sposò la nobildonna messinese Giuseppa Ruffo Migliorino (1708-1786), figlia di Giovanni, V principe di Scaletta. Dall'unione nacquero sei figli, dei quali solo gli ultimi due superarono la tenera età. La moglie fu sua procuratrice generale e si occupò dell'amministrazione di tutti i beni e i feudi di famiglia.
Grande di Spagna dal 1743, a seguito della lite giudiziaria promossa dal padre Luigi Guglielmo per la successione al Principato di Paternò contro Caterina Moncada, unica figlia del principe Ferdinando, suo cugino, dopo la morte di questi avvenuta nel 1713, ma conclusasi definitivamente nel 1752, con sentenza favorevole, il 3 maggio 1747 ricevette investitura a principe di Paternò con decreto reale, e successivamente degli altri titoli che così tornarono in possesso dei Moncada.
Morì a Palermo il 17 dicembre 1763 all'età di 65 anni. A differenza dei suoi antenati, nel corso della sua vita non svolse alcuna attività in ambito politico e militare, e per la sua incapacità di amministrare in prima persona i suoi beni, dovuta alla sua fatuità, era soprannominato "il tonto" e "il pazzo".

### Matrimoni e discendenza
Francesco Rodrigo Moncada Ventimiglia, VIII principe di Paternò, dalla consorte Giuseppa Ruffo Migliorino, ebbe i seguenti figli:
- Maria Giovanna (*† 1736);
- Luigi Guglielmo (*† 1737);
- Letterio Salvatore (*† 1738);
- Bernardino Castrense (1742-1761), cavaliere dell'Ordine di Malta;
- Giovanni Luigi, IX principe di Paternò (1745-1827), che sposò in prime nozze Agata Branciforte e Branciforte, figlia di Ercole, principe di Scordia, da cui ebbe nove figli, e in seconde nozze Giovanna del Bosco Branciforte, figlia di Vincenzo, principe di Belvedere, da cui ebbe tre figli.[1]

## Ascendenza
|                                                                 |                                                         |                                                          | Genitori                                           |  |  | Nonni |  |  | Bisnonni                 |  |  | Trisnonni                                      |  |
|                                                                 |                                                         |                                                          |                                                    |  |  |       |  |  | Ignazio Moncada La Cerda |  |  | Antonio d'Aragona Moncada, principe di Paternò |  |
|                                                                 |                                                         |                                                          |                                                    |  |  |       |  |  | Ignazio Moncada La Cerda |  |  | Antonio d'Aragona Moncada, principe di Paternò |  |
|                                                                 |                                                         | Maria d'Aragona La Cerda                                 |                                                    |  |  |       |  |  | Ignazio Moncada La Cerda |  |  |                                                |  |
| Ferdinando Moncada Gaetani                                      |                                                         |                                                          |                                                    |  |  |       |  |  | Ignazio Moncada La Cerda |  |  |                                                |  |
|                                                                 |                                                         | Anna Maria Gaetani Saccano                               | Pietro Gaetani del Carretto, principe del Cassaro  |  |  |       |  |  |                          |  |  |                                                |  |
|                                                                 |                                                         | Anna Maria Gaetani Saccano                               | Pietro Gaetani del Carretto, principe del Cassaro  |  |  |       |  |  |                          |  |  |                                                |  |
|                                                                 |                                                         | Anna Maria Gaetani Saccano                               | Antonia Saccano Valdina                            |  |  |       |  |  |                          |  |  |                                                |  |
| Luigi Guglielmo Moncada Branciforte, duca di San Giovanni       |                                                         | Anna Maria Gaetani Saccano                               |                                                    |  |  |       |  |  |                          |  |  |                                                |  |
|                                                                 |                                                         | Girolamo Branciforte Gioeni, duca di San Giovanni        | Francesco Branciforte Gioeni, duca di San Giovanni |  |  |       |  |  |                          |  |  |                                                |  |
|                                                                 |                                                         | Girolamo Branciforte Gioeni, duca di San Giovanni        | Francesco Branciforte Gioeni, duca di San Giovanni |  |  |       |  |  |                          |  |  |                                                |  |
|                                                                 |                                                         | Girolamo Branciforte Gioeni, duca di San Giovanni        | Antonia Gioeni                                     |  |  |       |  |  |                          |  |  |                                                |  |
| Giovanna Branciforte Moncada, duchessa di San Giovanni          |                                                         | Girolamo Branciforte Gioeni, duca di San Giovanni        |                                                    |  |  |       |  |  |                          |  |  |                                                |  |
|                                                                 |                                                         | Luisa Moncada Gaetani                                    | Ignazio Moncada La Cerda                           |  |  |       |  |  |                          |  |  |                                                |  |
|                                                                 |                                                         | Luisa Moncada Gaetani                                    | Ignazio Moncada La Cerda                           |  |  |       |  |  |                          |  |  |                                                |  |
|                                                                 |                                                         | Luisa Moncada Gaetani                                    | Anna Maria Gaetani Saccano                         |  |  |       |  |  |                          |  |  |                                                |  |
| Francesco Rodrigo Moncada Ventimiglia, principe di Paternò      |                                                         | Luisa Moncada Gaetani                                    |                                                    |  |  |       |  |  |                          |  |  |                                                |  |
|                                                                 | Giovanni Ventimiglia Spadafora, principe di Castelbuono | Francesco Ventimiglia d'Aragona, principe di Castelbuono |                                                    |  |  |       |  |  |                          |  |  |                                                |  |
|                                                                 | Giovanni Ventimiglia Spadafora, principe di Castelbuono | Francesco Ventimiglia d'Aragona, principe di Castelbuono |                                                    |  |  |       |  |  |                          |  |  |                                                |  |
|                                                                 | Giovanni Ventimiglia Spadafora, principe di Castelbuono | Maria Spadafora Crisafi                                  |                                                    |  |  |       |  |  |                          |  |  |                                                |  |
| Francesco Rodrigo Ventimiglia Marchese, principe di Castelbuono | Giovanni Ventimiglia Spadafora, principe di Castelbuono |                                                          |                                                    |  |  |       |  |  |                          |  |  |                                                |  |
|                                                                 |                                                         | Felicia Marchese Valdina                                 | Blasco Spadafora Settimo, principe della Scaletta  |  |  |       |  |  |                          |  |  |                                                |  |
|                                                                 |                                                         | Felicia Marchese Valdina                                 | Blasco Spadafora Settimo, principe della Scaletta  |  |  |       |  |  |                          |  |  |                                                |  |
|                                                                 |                                                         | Felicia Marchese Valdina                                 | Laura Valdina del Bosco                            |  |  |       |  |  |                          |  |  |                                                |  |
| Giovanna Ventimiglia Pignatelli                                 |                                                         | Felicia Marchese Valdina                                 |                                                    |  |  |       |  |  |                          |  |  |                                                |  |
|                                                                 |                                                         | Ettore Pignatelli, duca di Monteleone                    | Fabrizio Pignatelli, duca di Monteleone            |  |  |       |  |  |                          |  |  |                                                |  |
|                                                                 |                                                         | Ettore Pignatelli, duca di Monteleone                    | Fabrizio Pignatelli, duca di Monteleone            |  |  |       |  |  |                          |  |  |                                                |  |
|                                                                 |                                                         | Ettore Pignatelli, duca di Monteleone                    | Girolama Pignatelli Caracciolo                     |  |  |       |  |  |                          |  |  |                                                |  |
| Giovanna Pignatelli Tagliavia d’Aragona                         |                                                         | Ettore Pignatelli, duca di Monteleone                    |                                                    |  |  |       |  |  |                          |  |  |                                                |  |
|                                                                 |                                                         | Giovanna d'Aragona Tagliavia                             | Diego d'Aragona Tagliavia, duca di Terranova       |  |  |       |  |  |                          |  |  |                                                |  |
|                                                                 |                                                         | Giovanna d'Aragona Tagliavia                             | Diego d'Aragona Tagliavia, duca di Terranova       |  |  |       |  |  |                          |  |  |                                                |  |
|                                                                 |                                                         | Giovanna d'Aragona Tagliavia                             | Estefanía de Mendoza Cortés                        |  |  |       |  |  |                          |  |  |                                                |  |
|                                                                 |                                                         | Giovanna d'Aragona Tagliavia                             |                                                    |  |  |       |  |  |                          |  |  |                                                |  |